# Peerapong Ruenin
Peerapong Ruenin (tiếng Thái: พีระพงษ์ เรือนนินทร์), sinh ngày 14 tháng 9 năm 1995), hoặc còn được biết với tên đơn giản  Earn (tiếng Thái: เอิร์น), là một cầu thủ bóng đá người Thái Lan thi đấu ở vị trí thủ môn cho câu lạc bộ Giải bóng đá Ngoại hạng Thái Lan Ubon UMT United.